# Paraíso (película de 1969)
Paraíso es una película mexicana filmada del 23 de junio de 1969 al 31 de julio de 1969 en Acapulco, estrenada el 8 de octubre de 1970 en el cine México. Escrita y dirigida por Luis Alcoriza, quien narra una versión distinta de Acapulco, mostrando la cara sórdida hablando del entorno de buceadores, clavadistas y prostitutas del puerto.
Alcoriza mencionó en una entrevista que la película es casi un documental, ya que se inspiró en unos buzos y lancheros de Guerrero que conoció cuando filmó Tiburoneros:

## Sinopsis
Un buceador de Acapulco y su hermano forman una relación con un grupo de trabajadoras sexuales, los problemas inician cuando Román se enamora de una de ellas.

## Reparto
- Jorge Rivero (Román)
- Ofelia Medina (Magali)
- Andrés García (Lauro)
- Alfonso Arau (el Perro)
- Héctor Suárez (Mario)
- Susana Dosamantes (madrota del burdel)